# Montblanc (azienda)
Montblanc International GmbH conosciuta anche come Montblanc è un'azienda tedesca, ora di proprietà svizzera, con sede ad Amburgo, nota in particolare per la produzione di penne, orologi, gioielli e pelletteria di lusso. 

## Storia
Fondata ad Amburgo nel 1906, dall'imprenditore Claus-Johannes Voss, dal banchiere Alfred Nehemias e dall'ingegnere August Eberstein, la società fu originariamente denominata SIMPLO Filler PEN Co Max Koch, produttore di strumenti da scrittura. Nel 1909 viene lanciato il primo strumento da scrittura della neonata società che viene chiamato "Rouge et noir": il corpo della penna è nero, addolcito da un tocco di colore rosso sulla punta del cappuccio, il sistema di caricamento è sostanzialmente quello usato dalla azienda statunitense Moore per cui Eberstein aveva lavorato. Per tali caratteristiche estetiche la penna si guadagna il nomignolo di cappuccetto rosso.
Nel 1910 venne introdotta una seconda versione della "Rouge et noir" dotata di cappuccio bianco anziché rosso, a cui venne dato, su suggerimento di Carl Shalk, amico dei proprietari, il nome Montblanc, per analogia con il Monte Bianco. Nel 1913, l'analogia fu perfezionata, e l'estremità bianca del cappuccio si trasformò in una stella bianca a sei punte arrotondate, presa come icona della cima del monte. Il risultato è un logo che da allora è diventato un tratto distintivo mai abbandonato che ha indubbiamente contribuito all'affermazione del marchio.
Nel 1924, in seguito ad una ristilizzazione della propria produzione che venne suddivisa in diverse fasce di qualità, la Montblanc iniziò ad usare il marchio Meisterstück (capolavoro) per indicare le sue penne della fascia più alta, adottando anche la marchiatura della cifra 4810 con riferimento dell'altezza del Monte Bianco. La stessa qualifica di capolavoro venne adottata anche sul mercato estero, e si trovano pertanto penne marchiate con il nome Masterpiece in Inghilterra e negli Stati Uniti e con Cheuf d'Ouvre in Francia.
Si deve però tenere ben presente che il nome Meisterstück non identifica affatto un preciso modello od una linea, come invece la stessa azienda cerca di far sembrare nella storiografia pubblicata sul sito ufficiale. In questa infatti, in maniera poco corretta, viene riportata alla data del 1924 come esempio di Meisterstück una 149 che origina invece al 1952.
In realtà i modelli del 1924 non hanno nulla a che fare con la 149 ed il nome Meisterstück non identifica affatto uno specifico modello o una linea di modelli, ma semplicemente la denominazione che da allora è sempre stata usata dalla Montblanc per indicare di volta in volta quelli che l'azienda considerava essere i suoi modelli di punta. Questi si sono susseguiti negli anni con linee molto diverse fra loro, a partire dagli originali degli anni venti, per passare alle linee 100, 120 e 130, alla successiva linea 140 e alle linee 640 e 740.
Gli anni ottanta sono stati decisivi per l'evoluzione del patrimonio di marca: grazie ad un ottimo management, con alla guida Norbert Platt, attuale A.D. del Gruppo Richemont, Montblanc ha rinforzato il suo posizionamento nel segmento strumenti da scrittura di lusso ed ha contestualmente avviato un progressivo e costante processo di diversificazione nelle seguenti categorie di prodotto: pelletteria, orologeria, gioielleria, occhiali.

## Immagine di marca

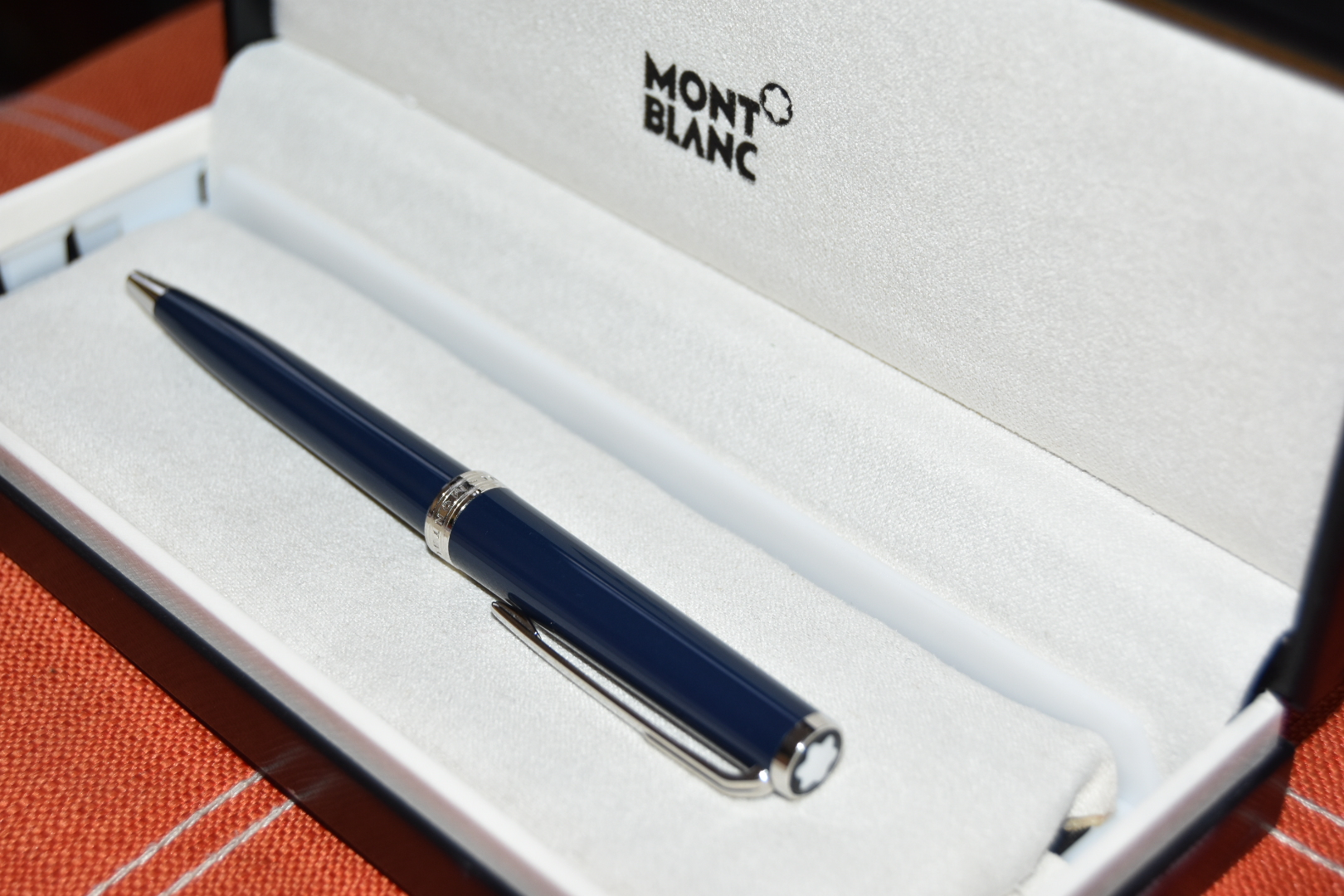

Uno dei tratti distintivi dell'immagine di marca Montblanc, è l'impegno attivo a favore dell'arte e della cultura. Le basi di questa filosofia di marketing vengono poste negli anni 90, con il lancio delle due linee di strumenti da scrittura "Writers Edition" e "Patron of art Edition". La prima linea è dedicata agli scrittori, mentre la seconda è dedicata ai patroni delle arti. Le caratteristiche comuni a queste due linee di prodotto sono il numero limitato di esemplari introdotti sul mercato, e la ricerca formale di uno strumento da scrittura celebrativo della personalità a cui viene dedicato. La writers edition, inoltre, viene incisa con la riproduzione della firma originale dello scrittore. Contestualmente all'uscita sul mercato della linea "Patron of Art Edition", Montblanc bandisce, in quei mercati nei quali opera, il "Montblanc de la Culture, arts patronage award", un premio a sostegno dei moderni mecenati delle arti.
Lo spirito del mecenatismo, inoltre, è il filo conduttore di numerose altre iniziative culturali e filantropiche nelle quali Montblanc si è impegnata nel corso degli anni, l'ultima delle quali è la campagna del 2007 "The Power to write" a favore del diritto all'alfabetismo. È inoltre significativo citare la sponsorizzazione della "Philharmonia of the Nations", un'orchestra sinfonica che raccoglie giovani talenti da ogni parte del mondo; lo "young directors project", un premio a favore dei giovani autori di teatro.
Inoltre, dal 2009 Montblanc ha presentato una linea di prodotti, dalle penne ai gioielli, dedicati all'UNICEF. Una parte del prezzo di ogni prodotto verrà devoluta all'UNICEF per le sue opere di alfabetizzazione. Il progetto prende il nome di "Signature for good" ovvero "Una firma per il bene".
Nell'anno 2006, in occasione del presunto centenario della fondazione (l'azienda in realtà è stata fondata nel 1908), Montblanc ha presentato una linea di prodotto impreziosita dal diamante a "taglio Montblanc": un diamante a forma di stella che riproduce il logo simbolo della cima più alta d'Europa. 
Montblanc è uno dei pochi gioiellieri al mondo ad avere realizzato un nuovo taglio per diamanti brevettato ed esclusivo; costato otto anni di ricerca, il diamante a taglio Montblanc, ha ufficialmente inaugurato l'ingresso dell'azienda nell'alta gioielleria.
Con 625 milioni di euro nell'anno 2008, Montblanc ha il maggior fatturato, dopo Cartier, all'interno del gruppo Richemont, gruppo del lusso numero due al mondo.

## Montblanc Haus
Nel 2022 nasce il Montblanc Haus, accanto alla fabbrica di Amburgo, «dedicato alla storia del prodotto e alla civiltà della scrittura». Vi sono esposti tra l'altro  gli autografi «da Voltaire, il più antico, a, ebbene si, Charlotte Casiraghi: passando per Marcel Proust, Virginia Woolf, Rainer Maria Rilke, Thomas Mann e tanti altri».